# حوزه انتخابیه سی‌وچهارم تگزاس
حوزه انتخابیه سی‌وچهارم تگزاس یک حوزه انتخابیه مجلس نمایندگان آمریکا است که در ایالت تگزاس قرار دارد.